# Macropsis scabrosa
Macropsis scabrosa är en insektsart som beskrevs av Korolevskaya 1963. Macropsis scabrosa ingår i släktet Macropsis och familjen dvärgstritar. Inga underarter finns listade i Catalogue of Life.